# Gyöngyi Szalay-Horváth
Gyöngyi Szalay-Horváth (* 24. März 1968 in Tapolca; † 30. Dezember 2017 in Veszprém) war eine ungarische Degenfechterin und sechsfache Weltmeisterin.

## Erfolge
Gyöngyi Szalay-Horváth wurde 1989 in Denver Mannschaftsweltmeisterin. 1990 bei den Weltmeisterschaften in Lyon verloren sie gegen die Mannschaft der BR Deutschland und erhielten Silber. Bei den Europameisterschaften 1991 in Wien erfocht sie Bronze im Einzel, geschlagen nur von ihren Mannschaftskameradinnen Mariann Horváth und Zsuzsanna Szőcs, mit denen sie Gold holte. Bei den Weltmeisterschaften 1991 in Budapest und 1993 in Essen gewannen sie ebenfalls. 1994 in Athen verloren sie nur gegen die spanische Mannschaft und erhielten Silber. Bei der WM 1995 in Den Haag gewann sie wieder mit der Mannschaft und holte zusätzlich Silber im Einzel hinter Joanna Jakimiuk aus Polen.
1996 nahm Szalay-Horváth an den Olympischen Spielen in Atlanta teil und erfocht sich Bronze im Einzel, mit der Mannschaft wurde es der vierte Platz. Bei den Weltmeisterschaften 1997 in Kapstadt und 1998 in La Chaux-de-Fonds gewann sie jeweils mit der Mannschaft und Bronze im Einzel. Die WM 1999 in Seoul gewann sie mit der Mannschaft ebenfalls. Bei den Olympischen Spielen 2000 in Sydney erreichte die Mannschaft erneut den vierten Platz.